# AlloCiné
AlloCiné (inglês: ScreenRush) é um site de entretenimento especializado em fornecer informações sobre o cinema francês, centrado principalmente na promoção de novidades com informações em DVD, Blu-ray e VOD.
A empresa foi fundada como um comunicador telefônico e, posteriormente, tornou-se um portal da Internet, que oferece informações suficientes por acesso rápido e cobre todos os filmes que foram distribuídos na França. Em 2005, começou a fazer a cobertura de séries de televisão. O site é considerado ao "equivalente francês do IMDb". O AlloCiné foi lançado em 1993, antes de ser adquirido pelo Canal+ em 2000 e pela Vivendi Universal em 2002. De junho de 2007 a 2013, era propriedade da Tiger Global, um fundo de investimento americano. Desde julho de 2013, a Allociné é propriedade da FIMALAC, uma holding francesa e hospedada dentro do grupo Webedia, uma empresa da FIMALAC. A sede corporativa está localizada na Champs-Élysées, em Paris.
O AlloCiné está presente internacionalmente nos seguintes países: Alemanha, Brasil, Canadá, China, Espanha, França, Rússia e Turquia. No Brasil, desde 2011, o site AdoroCinema.com faz parte do grupo AlloCiné.
Em janeiro de 2007, o site é passado para fora difusão dos meios de comunicação, obsoleta matos Microsoft Windows Media / Real Flash formato de vídeo (Adobe), como YouTube e Dailymotion, incluindo ergonomia.
Em 15 de abril de 2012, AlloCiné TV foi fechada, depois de alguns meses na redes via satélite, cabo e ADSL.